# Gaio Mazio
Gaio Mazio Calvena (in latino Gaius Matius Calvena, noto per lo più semplicemente come Gaio Mazio) (Roma, 100 a.C. – dopo il 44 a.C.) è stato uno scrittore romano.

## Biografia
Membro della gens Matia, Mazio si schierò con Giulio Cesare durante la guerra civile romana, oltre ad aiutare Cicerone nei suoi rapporti con Cesare nel 49 e 48 a.C.. Una successiva corrispondenza epistolare tra Cicerone e Mazio - nel 44 - testimonia il rapporto stretto che rimase con Cicerone.
Dopo l'assassinio di Cesare, Mazio, da fervente cesariano, si preoccupò dei gravi pericoli potentiali, che potevano comprendere ribellioni nelle Gallie o rivolte delle legioni di Cesare. Quando Ottaviano giunse a Roma, dunque, Mazio divenne uno dei suoi sostenitori e con lui organizzò i giochi per onorare il dittatore assassinato. 

## Opere
Gaio Mazio è ricordato come autore di tre volumi di gastronomia, dal quale provengono alcune ricette accreditategli, tra le altre, da Apicio, come un "pasticcio di carne alla Mazio" (minutal Matianum):
Ancora, Plinio il Vecchio afferma che aveva inventato un tipo di potatura degli arbusti, anche se non è chiaro se si tratti della stessa persona o di una successiva generazione: in realtà, forse al nostro Mazio rimanda il fatto che Plinio sostiene anche che il malus matianus, un tipo di mela, prende nome da lui.